# Файзабад Ханака
Ханака в Файзабаде, бывшем пригороде Бухары, была построена в конце XVI века суфием Мавлоном Поянда-Мухаммад Ахси (Ахсикети)-йи Файзободи. Большой зал ханаки увенчан куполом на парусах, вдоль боковых сторон зала расположены худжры постояльцев, оформленные как одноэтажная купольная галерея, также худжры расположены в углах пилонов главного зала и за михрабом. .